# 90 Minutes
90 Minutes è un videogioco di calcio prodotto da SEGA, sviluppato da Smilebet e distribuito da Dreamcast il 25 ottobre 2001 in Europa e il 7 febbraio 2002 in Giappone. È uno degli ultimi giochi della Dreamcast.

## Modalità di gioco
I giocatori hanno la libertà di scegliere 32 squadre nazionali, nonché squadre di club provenienti da importanti campionati in Europa e nel mondo. Si può scegliere tra le squadre di club tra i campionati inglese, francese, tedesco, italiano e spagnolo. I giocatori possono sfidare per il campionato del mondo o giocare per il titolo in una competizione nella Lega nazionale.